# Шевченко, Олесь Евгеньевич
Шевченко Олесь Евгеньевич (род. 22 февраля 1940, м. Сквира) — украинский политический деятель, участник национально-освободительного движения. Народный депутат Украины 12 (1) созыва. Член Комиссии по вопросам государственного суверенитета, межреспубликанских и межнациональных отношений. Входил в Народный совет. Занимал ряд должностей в национально-демократических организациях: член Украинской Хельсинкской группы, член Секретариата Украинской Национальной Партии (УНП), член Центрального провода УНП (с января 2003 года).

## Биография
Шевченко Олесь Евгеньевич родился 22 февраля 1940 года в г. Сквира Киевской области. С 1957 г. работал в колхозе в с. Бровки Житомирской обл., учился в Киевском ТУ энергетиков № 2, в 1959 г. получил специальность электрика и начал работать на Киевском деревообрабатывающем комбинате; в 1961—1964 годах проходил срочную службу в армии.
В 1969 г. окончил факультет журналистики Киевского университета им. Тараса Шевченко. Еще в 1965 г. начал работать внештатным корреспондентом газеты «Киевская правда», с 1967 по 1969 годы был литературным редактором Киевского комбината массовой рекламы. После окончания университета работал референтом отдела печати Украинского общества дружбы и культурных связей с зарубежными странами.
В 1969—1980 годах — ответственный секретарь издания «Украинский биохимический журнал» Академии наук Украины.

### Нелегальная деятельность и арест
В 1960-х годах Шевченко А. Есть. организовывал студенческие протесты против дискриминации украинского языка на Украине. В 1970-х годах нелегально изготавливал и распространял антисоветский «самиздат», в частности нелегальний журнал «Украинский вестник». В 1973 году — один из организаторов нелегального «Объединенного революционного фронта», который просуществовал более года, не будучи обнаруженным.
Также Шевченко создал общественный фонд помощи детям украинских политзаключенных. В 1976 году дал согласие Оксане Мешко работать необъявленным членом Украинской Хельсинкской группы (УХГ), контактировал с Московской Хельсинкской группой.
31 марта 1980 года Олесь Шевченко был арестован в Киевской городской больнице № 3, где лечился в связи с обострением язвы двенадцатиперстной кишки. В дальнейшем на протяжении следствия ему отказывали в медицинской помощи, хотя тот имел больное сердце и боли в желудке.
Дело Олеся Шевченко, Степана Хмары и Виталия Шевченко (в 16 томах) рассматривал Львовский областной суд 15-24 декабря 1980 года. Подсудимому предъявили обвинения из многих эпизодов: сбор, хранение и распространение документов (в частности, стихов Анатолия Лупиноса и биографической справки о нем) и передача их Степану Хмаре для включения в «Украинский Вестник», контакты и обмен материалами с Оксаной Мешко, Надеждой Светличной, Виталием Шевченко и др.
Суд приговорил Шевченко к 5 годам лишения свободы в колониях строгого режима и 3 годам ссылки по ч. I ст. 62 УК УССР («антисоветская агитация и пропаганда»).
В первой половине мая 1981 года Шевченко взяли на этап, в Харьковской пересыльной тюрьме держали в камере смертников. 4 июня он прибыл в колонию ВС-389/36, с. Кучино Чусовского р-на Пермской обл. В лагере он принимал участие во всех групповых акциях политического протеста. Из-за этого еще до окончания 5-летнего заключения на Шевченко были готовы материалы для нового осуждения (об этом ему сообщил начальник отряда), но смерть тогдашнего Генерального секретаря ЦК КПСС Черненко и неуверенная политика Горбачёва помешали этому.
Ссылку-поселение отбывал в Казахстане, в ауле Жаскайрат Гурьевской обл. Освобожден 30 апреля 1987 года по инициативе нового кремлёвского руководства.

### 1987—1990 годы
После освобождения в 1987 г. Олесь Шевченко принял участие в Подольской археологической экспедиции как землекоп, впоследствии работал ответственным секретарем «Украинского биохимического журнала». В том же году основал Украинский культурологический клуб (УКК) — первую независимую общественную организацию в Советской Украине. В течение 1987—1988 годов УКК при активном участии Шевченко провел немало резонансных публичных мероприятий в Киеве и стал фактическим детонатором будущих революционных событий на Украине. В частности 26 апреля 1988 года УКК организовал митинг, посвященный второй годовщине Чернобыльской катастрофы, за что Шевченко был арестован на 15 суток.
В июле 1988 года на русановском школьном стадионе состоялось учредительное собрание Киевского филиала Украинской Хельсинкской Союза (УГС), где, на предложение Вячеслава Чорновила, Шевченко был избран ее председателем.
Шевченко был организатором и ведущим многочисленных митингов и манифестаций. В частности, 19 ноября 1989 года он был координатором невиданной в Киеве 20-тысячной похоронной процессии перезахоронения Василия Стуса, Юрия Литвина, Олексы Тихого. 7 ноября 1994 года Шевченко был организатором и руководителем не санкционированной властями 14-тысячной Траурного шествия памяти жертв коммунистического режима по Крещатику и несанкционированного митинга на пл. Октябрьской Революции.
Также Шевченко был инициатором традиции Торжественного шествия «Борітеся — поборете!» ежегодно 22 мая от Шевченковской церкви, восстановленного храма Рождества Христова на Почтовой площади, к памятнику в парке Тараса Шевченко; инициировал традицию ежегодного празднования в столице Украины 27 августа день рождения Ивана Франко возле его бюст рядом с Киевским драматическим театром и 29 сентября день рождения Михаила Грушевского возле его памятника рядом с домом бывшей Центральной Рады.

### Политическая деятельность
В 1990 году Шевченко был выдвинут кандидатом в депутаты Верховной Рады Украины общей конференцией преподавателей и студентов Киевского университета им. Т. Шевченко, на которой во втором туре тайного голосования победил ректора университета В. Скопенко. 18 марта 1990 года Шевченко был избран депутатом Верховной Рады Украины от Голосеевского округа (г. Киев). В Верховной Раде А. Шевченко работал в комиссии по вопросам государственного суверенитета, межреспубликанских и межнациональных отношений, входил во фракции «Народная Рада».
В 1990—1995 годах — член Провода Украинской республиканской партии (УРП), заместитель ее председателя, председатель Киевской организации УРП.
Был членом Высшего Церковного Совета Украинской Православной Церкви Киевского Патриархата, председателем Украинского Православного Братства Андрея Первозванного.
Член Украинского Народного Руха, Украинской Народной Партии. В 1997—1999 годах — член Центрального Провода Народного Руха Украины, с декабря 1999 года по январь 2003 — Член Центрального провода Руха (УНР); заместитель председателя секретариата Руха (УНР), руководитель идеологического управления Руха (УНР) (июнь 2000 — январь 2003).
Член Организации Украинских Националистов (ОУН) с мая 1995 года, заместитель председателя ОУН Николая Плавьюка (май 1997 — май 2000).

## Награды
- Орден Свободы (18 ноября 2009) — за значительный личный вклад в социально-экономическое, культурное развитие Украинского государства, весомые трудовые достижения и по случаю 18-й годовщины независимости Украины[1].
- Орден «За мужество» I ст. (8 ноября 2006) — за гражданское мужество, самоотверженность в борьбе за утверждение идеалов свободы и демократии и по случаю 30-й годовщины создания Украинской Общественной Группы содействия выполнению Хельсинкских соглашений[2].
- Орден «За заслуги» III ст. (26 ноября 2005) — за весомый личный вклад в национальное и государственное возрождение Украины, самоотверженность в борьбе за утверждение идеалов свободы и независимости, активную общественную деятельность[3].
- Почётная Грамота Верховной Рады Украины (октябрь 2002 года).
- Командор ордена Заслуг перед Республикой Польша (19 ноября 2009, Польша)[4].